# 巴達霍斯圍城戰 (1705年)
巴達霍斯圍城戰（西班牙語：Sitio de Badajoz）發生於1705年6月及10月的巴達霍斯(位於西班牙)，係西班牙王位繼承戰爭期間的圍城。兩次圍城都由英荷聯軍發起，他們在加爾韋伯爵及弗朗索瓦·尼古拉斯·法格爾的帶領下進攻西南西班牙。然而聯軍第一次的圍攻卻因勒内·德·弗鲁莱·德·泰塞元帥所率領的騎兵援軍到來而被迫撤離。他們於10月再次發起包圍，但這次加爾韋伯爵斷了臂而法格爾又再次被迫撤離，使得法軍得以撤走他們所有的火炮。這場敗仗讓法格爾最終被叫回了荷蘭。

### 註腳
1. 1 2  Bodart 1908，第144頁.

### 傳記
- Bodart, G. . 1908.
- Tony Jaques, Dictionary of Battles and Sieges: A-E, page 92 （页面存档备份，存于）

## 外部連結
- http://4gatos.es/editorial/historia-badajoz-1705/ （页面存档备份，存于）

38°52′44″N 6°58′1″W / 38.87889°N 6.96694°W